# Saint-Léger (Charente)
Saint-Léger is een plaats en voormalige gemeente in het Franse departement Charente in de regio Nouvelle-Aquitaine en telt 108 inwoners (2009). De plaats maakt deel uit van het arrondissement Angoulême.

## Geschiedenis
Blanzac-Porcheresse maakte deel uit van het kanton Blanzac-Porcheresse tot dit op 22 maart 2015 werd opgeheven en de gemeenten werden opgenomen in het op die dag gevormde kanton Charente-Sud. Op 1 januari 2019 ging de gemeente op in de commune nouvelle Coteaux-du-Blanzacais, die precies twee jaar daarvoor onder de naam Coteaux du Blanzacais was gevormd door de fusie van Blanzac-Porcheresse met Cressac-Saint-Genis. De voormalige gemeenten kregen de status van commune déléguée maar per gemeentelijk besluit werd deze status per 1 juni 2020 opgeheven.

## Geografie
De oppervlakte van Saint-Léger bedraagt 4,2 km², de bevolkingsdichtheid is dus 25,7 inwoners per km².
De onderstaande kaart toont de ligging van Saint-Léger (Charente) met de belangrijkste infrastructuur en aangrenzende gemeenten.

## Demografie
Onderstaande figuur toont het verloop van het inwonertal.